# 주뉴질랜드 타이베이 경제문화판사처

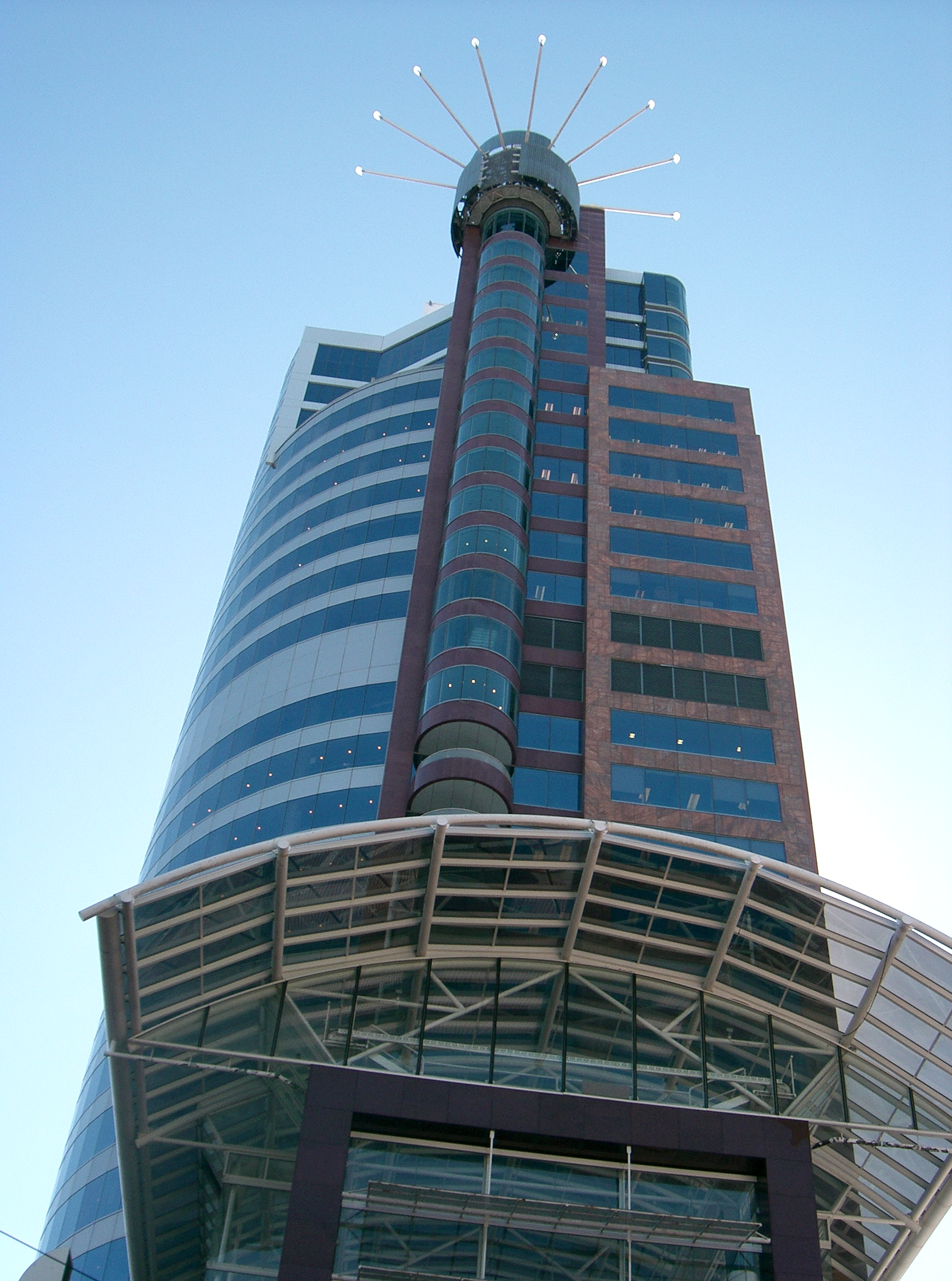
주뉴질랜드 타이베이 경제문화판사처가 입주한 웰링턴 메이저스틱 센터

주뉴질랜드 타이베이 경제문화판사처(중국어: 駐紐西蘭台北經濟文化辦事處, 영어: Taipei Economic and Cultural Office in New Zealand)는 중화민국 외교부가 뉴질랜드에 설치한 외교 공관이다. 본부는 웰링턴에 있으며 오클랜드에 분관을 두고 있다.
해당 판사처는 1973년 오클랜드에 동아시아 무역센터(East Asian Trade Center)라는 명의로 개설되었다. 1972년까지 뉴질랜드는 중화민국과 외교관계를 유지하고 있었다. 그러나 노먼 커크(Norman Kirk)가 뉴질랜드 수상으로 재임하던 시기에 중화인민공화국을 승인하면서 중화민국과 단교를 하였다. 1991년 현재의 명칭으로 개명하였다.

## 같이 보기
- 중화민국 외교부
- 타이베이 대표부